# FIFA International Soccer
FIFA International Soccer також відома як FIFA 94 — відеогра, розроблена корпорацією Electronic Arts, вийшла 15 липня 1993 року. Перша гра в серії FIFA. Слоган гри: «FIFA International Soccer has it all… experience sheer brilliance» (В FIFA International Soccer все це є… відчуй чистий блиск)

## Обкладинка
- Девід Платт в матчі Англія — Польща;
- Пет Боннер і Рууд Гулліт в матчі Ірландія — Нідерланди

## Огляд
Гра випущена на Різдво 1993 року. Мала революційний для того часу вид на поле 3/4, адже до того в іграх того жанру використовувались лише вид зверху. Серед команд були лише збірні, а імена футболістів — вигадані. 
Симулятор був найреалістичнішим серед тогочасних футбольних ігор, мав досить різноманітний геймплей: різні види ударів, офсайд, фол, кутові удари. Всі футболісти мали вигадані імена, хоча і схожі до своїх прототипів. Кожен з футболістів мав свою характеристику по 10-бальній шкалі. Серед команд доступною була збірна України.